# Søjle
En søjle er i arkitektur en fritstående, cylindrisk eller mangekantet stolpe. En søjle er brugt til at overføre kompressive kræfter ned fra konstruktionen ovenfra til strukturen nedenunder. I andre ord er det et kompressionselement.

## Klassiske søjleordener
Søjleordener er et form- og proportionssystem fra antikken. Der findes fem ordener med søjler, kapitæler, arkitraver og gesimser afstemt efter hinanden.
Søjleordener:
- Dorisk orden
- Jonisk orden
- Korintisk orden
- Komposit orden
- Toscansk orden

- Wikimedia Commons har flere filer relateret til Søjle

| Arkitektur | Spire Denne arkitekturartikel er en spire som bør udbygges. Du er velkommen til at hjælpe Wikipedia ved at udvide den. |